# Valence (Drôme)
Valence (IPA: [valɑ̃s] kiejtéseⓘ, okszitánul Valença [vaˈlensɔ]) város Auvergne-Rhône-Alpes régióban. Drôme megye székhelye (prefektúra). Franciaország kulturális és történelmi városa címet viseli. Lakosainak száma 64 288 fő (2022. január 1.).
Valence Guilherand-Granges, Soyons, Alixan, Beaumont-lès-Valence, Bourg-lès-Valence, Chabeuil, Malissard, Montéléger, Montélier, Portes-lès-Valence és Saint-Marcel-lès-Valence községekkel határos.

## Fekvése
Valence Dél-Franciaországban, a Rhône bal partján, az Isère torkolatától valamelyest délre fekszik a két folyó által kialakított kisebb medencében. A várost a nagy forgalmú A7-es autópálya (Marseille-Párizs) nyugatról kerüli el. A települést körbeölelő körgyűrűről ágazik le az A49-es autópálya, amely Grenoble-lal biztosít összeköttetést. A várost Grande Ligne köti össze Párizzsal, így TGV-vel gyorsan elérhető innen, illetve Marseille-ből és Montpellier-ből.

## Története
Valence-t a rómaiak alapították Colonia Julia Valentia néven i. e. 127-ben. A település fejlődését Lugdunum növekedése hozta meg: a kereskedelem felélénkülésével a Rhône völgyének második legjelentősebb városává fejlődött Lyon után. Lyon 2. századi hanyatlásával azonban Valence is sokat vesztett jelentőségéből, lassan apró településsé zsugorodott össze.
A 11. században a Rhône völgye fontos zarándokúttá vált Compostela irányába. Hamarosan a város is bekapcsolódott ebbe az aktív vallási életbe a Szent Appolinaire katedrális, később a Szent Rúfusz apátság megépültével.
A város a kereskedelem élénkültével folyamatosan növekedett, azonban jelentős változás csak 1452-ben állt be Valence életében. Ekkor II. Lajos, Dauphiné hercege (a későbbi XI. Lajos francia király) egyetemet alapított itt. A városnak hamar komoly tudományos életet hozott az egyetem, ahol olyan jelentős tanárok dolgoztak, mint Jean-Joseph Menuret, az első francia nyelvű enciklopédia megalkotója. A herceg a tudományos élet mellett a kereskedelmet is nagyban meglódította azzal, hogy vásártartási jogot adományozott Valence-nak. A városban egyre több kereskedő élt, és munkálkodásuk révén a paloták száma is egyre gyarapodott.
A 16. század vallásháborúinak többször áldozatul esett a város. Az ellenreformáció idejében azonban ismét visszanyerte régi fényét. Nem kevesebb mint 8 férfi és 5 női szerzetesrend költözött a városba, az egyházi és tudományos életet nagyban fellendítve. A kereskedelem mindazonáltal továbbra is alacsony szinten maradt.
Az 1789-es francia forradalom nagy változásokat hozott a város életében. Az egyházhoz erősen kötődő egyetemet bezárták a számtalan egyéb egyházi intézményhez hasonlóan. Több kolostort leromboltak, vagy világi célokra átalakítottak.
A város ismételt fejlődése csak a 19. században indult meg. 1829-ben épült a város határában a Rhône-on híd, amely az első összeköttetés volt Ardèche és Drôme megye között. Az iparosodás is lassan megmutatkozott, a környező gazdaságok terményeire alapozva épült ki az élelmiszeripar, később a többi Rhône menti városhoz hasonlóan a textilipar, végül a nehézipar képviselőjeként a tölténygyártás. A gazdaságot tovább élénkítette a vasút 1855-ös megérkezte a Lyon–Valence–Avignon vonallal. A század végén nagymértékű építkezés zajlott új városképet kölcsönözve Valence-nak.
1918 és 1920 között a törökországi örmény népirtás elől számtalan menekült érkezett Franciaországba. Közülük sokan Valence-ban települtek le.
A második világháború során, 1942-től a Gestapo fontos hadiközpontot működtetett a városban. Mindazonáltal a civil lakosságot viszonylag kevés atrocitás érte ebben az időszakban. 1944. április 15-én kezdődött Valence amerikai bombázása, amely súlyos károkat okozott a városképben, és több száz polgári áldozat életét követelte. Április 19-én egy nitroglicerint szállító német tehervonatot talált el egy bomba. A keletkezett óriási detonáció következtében a város északi része teljesen megsemmisült, és 335 ember halt meg.
Az 1945 márciusában felszabadult, romokban heverő városban belvárosát újraépítették, az északi részen pedig új, modern negyed épült. Az egyetemi élete is újjáéledt, mivel több felsőoktatási intézmény költözött a városba.

## Népesség
| Lakosok száma | 7532 | 10 406 | 13 407 | 62 358 | 66 356 | 64 260 | 61 767 | 63 714 | 64 749 | 64 288 |
|               | 1800 | 1831   | 1841   | 1968   | 1982   | 1999   | 2013   | 2017   | 2019   | 2022   |

## Gazdasága
- Élelmiszeripar
- Vaskohászat
- Elektronika, biztonságtechnika

## Nevezetességei
- Szent Appolinaire-katedrális
- Szépművészeti Múzeum
- Maison des Têtes
- Pendentif (síremlék)

## Testvérvárosok
- Asti, Olaszország
- Biberach an der Riß, Németország
- Clacton-Tendring, Anglia
- Idzsevan, Örményország
- Gedera, Izrael
- Batrun, Libanon